# František Kressa
František Kressa (4. prosince 1921 Černá Hora – 15. listopadu 2009 Brno) byl český nábytkářský odborník a autor řady odborných monografií.

## Život
František Kressa se narodil 4. prosince 1921 v Černé Hoře. Jeho studium na Filozofické fakultě Masarykovy univerzity v oboru latina-řečtina přerušila druhá světová válka. Po válce společně se svým bratrem Miroslavem založil malou továrnu na čalouněný nábytek. Při znárodnění o továrnu přišel a nastoupil do Vývoje nábytkářského průmyslu (později Výzkumný a vývojový ústav nábytkářský), kde pracoval až do svého důchodu.

## Dílo

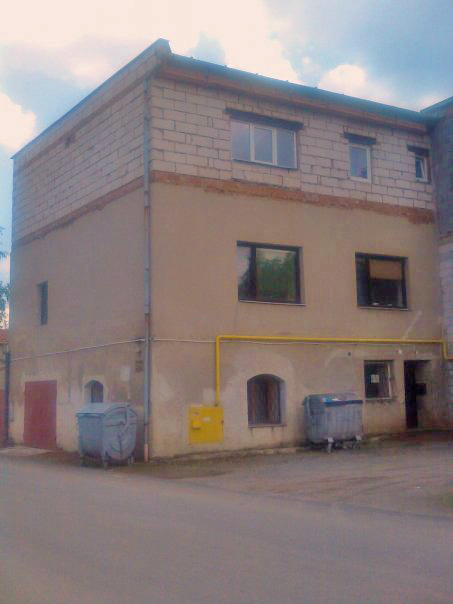
Dřívější čalounická továrna v Černé Hoře

Za svého působení ve výzkumném ústavu napsal řadu učebnic a odborných monografií. Jeho knihy vycházely v opakovaných vydáních a překladech. Završením jeho díla je odborný česko-německý a německo-český čalounický slovník, vydaný roku 1991. Za svoje celoživotní dílo byl jmenován čestným předsedou Cechu čalouníků a dekoratérů.